# Aulacodes obtusalis
Aulacodes obtusalis là một loài bướm đêm trong họ Crambidae.